# Deniz Seki
Deniz Seki (nacida el 1 de julio de 1970) es una cantante pop, cantautora y compositora turca. 

## Biografía
Seki nació en Estambul, Turquía, el 1 de julio de 1970. Tiene dos hermanos menores, Serdar y Serkan. Completó su educación en Çamlıca High School for Girls.
En 1989, Seki casó con Turhan Başaranoğlu, un hombre de negocios que produce juguetes. El matrimonio terminó después de tres años. Entre 2006 y 2009, tuvo una relación con el clarinetista Hüsnü Şenlendirici, casado y padre de dos hijos.

## Carrera

### Musical
Se unió a TRT después de pasar una prueba. En 1993, comenzó su carrera musical cuando conoció al compositor Melih Kibar. A través de él, trabajó como vocalista para los cantantes Kenan Doğulu, Emel Müftüoğlu, Ege, Ferda Anıl Yarkın, Zuhal Olcay y Yaşar Günaç. En 1995, ganó el primer premio en el concurso de canciones "Pop-Show 1995" con una canción cuya letra escribió. Lanzó su álbum debut Hiç kimse Değilim en 1997. Seki estableció su éxito con el lanzamiento de su segundo álbum Anlattım en 1999, que consta de muchas canciones escritas y compuestas por ella. Lanzó su tercer álbum Şeffaf en enero de 2002 y Aşkların En Güzeli en 2003. Después de aparecer en casi cien conciertos y programas en 2011, lanzó su siguiente álbum Gözyaşlarım. En 2013, participó en el concurso de canto televisivo Veliaht, en el que cantantes populares como Nükhet Duru, Hande Yener, Cengiz Kurtoğlu, Musa Eroğlu, Niran Ünsal, Emre Altuğ, Kutsi, Rafet El Roman y Kubat buscaron a sus herederos en la música. Seki continuó su carrera con los álbumes Aşk Denizi (2005), Sahici (2008), Sözyaşlarım (2011), İz (2014) y Uzun Hikaye (2018). 

### Actuación
En 1999, apareció en la película Can Dostum protagonizada por Oktay Kaynarca y Yalçın Dümer. Durante su estadía en la prisión, fue actriz invitada en el episodio de diciembre de 2015 de la serie de televisión Eşkıya Dünyaya Hükümdar Olmaz por ATV como la compañera de celda del personaje de Deniz Çakır.

## Delito de narcotráfico
El 13 de febrero de 2009, fue detenida por la policía por acusaciones de consumo de cocaína. Después de permanecer detenida durante dos días, fue liberada sin cargos; sin embargo, el 23 de febrero de 2009, fue arrestada nuevamente por agentes del Escuadrón de Drogas y detenida en la estación de Zekeriyaköy, Estambul, a pedido del fiscal. El 24 de febrero de 2010, fue detenida en la prisión de mujeres de Bakırköy durante el juicio. Fue acusada de delito de narcotráfico. Sin embargo, afirmó, que era una adicta solamente. Tras su liberación temporal el 2 de noviembre de 2010, después de unos siete meses de detención, desapareció sin dejar rastro y ya no apareció en la corte. El 22 de mayo de 2012, fue sentenciada a seis años y tres meses en prisión por delito de tráfico de drogas. Los siete meses que pasó como detenida se dedujeron de su sentencia. El 15 de noviembre de 2014, fue atrapada en su escondite en Esenyurt, Estambul y arrestada. Fue puesta en prisión el día siguiente. Después de cumplir su condena, fue liberada el 5 de junio de 2017. 

## Discografía
Álbum
- 1997: Hiç Kimse Değilim (turco: No soy nadie )
- 1999: Anlattım (turco: Dije )
- 2002: Şeffaf (turco: Transparente )
- 2003: Aşkların En Güzeli (turco: El más bello de los amores )
- 2005: Aşk Denizi (turco: Mar de amor )
- 2008: Sahici (turco: Realista )
- 2011: Sözyaşlarım (en turco: My lagrimosa letra, un juego de palabras de "Söz" (letra) y "Gözyaşlarım" (lágrimas)) (ventas: más de 50,000)[9]
- 2014: İz (turco: Rastro ) (ventas: más de 40,000)[10]
- 2018: Uzun Hikaye (turco: Larga historia )